# Impasse Beaubourg
L'impasse Beaubourg est une impasse située dans le 3e arrondissement de Paris, en France.

## Situation et accès
Elle est reliée à la rue Beaubourg.
La station de métro la plus proche est celle de Rambuteau sur la ligne 11.
Elle se trouve aussi à proximité de la station Vélib' no 3010 (au 46 de la rue Beaubourg).

## Origine du nom
Elle porte ce nom en raison du voisinage de la rue Beaubourg.

## Historique
En 1260, on l'appelait le « cul-de-sac Sans-Tête » ; en 1370, « petit-cul-de-sac près la Poterne », et « petit-cul-de-sac près la fausse poterne Nicolas-Hydron » ou « petit-cul-de-sac près la fausse poterne Nicolas-Huidelon » en raison de la proximité de la porte Nicolas-Huidelon.
Dans un titre de propriété du 5 décembre 1579, on lit : « Ladite maison tient d'une part aux anciens murs de la ville ; d'autre part, à un jeu de paume sur ruelle commune entre deux. » Cette désignation est répétée dans un contrat du 15 mars 1584. Elle porte alors les noms de « cul-de-sac de la rue Beaubourg » et « cul-de-sac près la Poterne ».
Un autre titre du 7 novembre 1640 constate que ladite maison tient à la « ruelle du Tripot-de-Bertault » ou « cul-de-sac du Tripot-de-Bertault », car un particulier nommé Bertault possédait un jeu de paume qui était situé sur le côté gauche de l'impasse, à l'encoignure de la rue Beaubourg.
Au XVIIIe siècle, on l'appela « cul-de-sac des Anglais », à cause de sa proximité de la cour du More, dite aussi cour des Anglais.
Par un arrêté du 26 février 1867, elle est renommée « impasse Beaubourg ».
Cette voie est déclassée par arrêté du 30 août 1972 dans le cadre de l'aménagement du secteur des Halles.